# Pekka Rautakallio
Pekka Rautakallio (ur. 25 lipca 1953 w Pori) – fiński hokeista, reprezentant Finlandii, trener.

## Kariera klubowa
- Ässät (1968-1975)
- Phoenix Roadrunners (1975-1977)
- Ässät (1977-1979)
- Atlanta Flames (1979-1980)
- Calgary Flames (1980-1982)
- HIFK (1982-1987)
- Rapperswil-Jona Lakers (1987-1989)

Wychowanek klubu RU-38. Następnie zawodnik Ässät. Poza występami w rodzimych rozgrywkach fińskich grał w północnoamerykańskich ligach WHA (dwa sezony) i NHL (trzy sezony) oraz na koniec kariery w szwajcarskiej lidze National League B.
Uczestniczył w turniejach mistrzostw Europy juniorów do lat 19 w 1971, 1972. Został kadrowiczem kadry seniorskiej. Uczestniczył w turniejach mistrzostw świata w 1972, 1973, 1975, 1977, 1978, 1979, 1983 oraz Canada Cup 1976, 1981.
W trakcie kariery określany pseudonimem Rocky.

## Kariera trenerska
- Kiekko-Espoo U18 (1990-1991)
- Rapperswil-Jona Lakers (1993-1998)
- Blues (1998-1999)
- SC Bern (1999-2001)
- ZSC Lions (2001-2003)
- Blues (2004-2005)
- HC Ambrì-Piotta (2005-2007)
- Ässät (2009-2011)
- Dinamo Ryga (2011-2012)
- Ässät (2014-2016)[3]

Prowadził kluby w rodzimych rozgrywkach Liiga, szwajcarskich NLA oraz od 2011 do listopada 2012 był trenerem łotewskiego Dinama Ryga w rosyjskiej lidze KHL.

## Sukcesy
Klubowe zawodnicze
- Złoty medal mistrzostw Finlandii: 1971 (SM-sarja), 1978 z Ässät, 1983 z HIFK (SM-liiga)
- Srebrny medal mistrzostw Finlandii: 1979 z Ässät
- Brązowy medal Pucharu Europy: 1979 z Ässät
- Brązowy medal mistrzostw Finlandii: 1987 z HIFK

Indywidualne
- Mistrzostwa Europy juniorów do lat 19 w hokeju na lodzie 1971:
  - Najlepszy obrońca turnieju[5]
  - Skład gwiazd turnieju
- SM-sarja 1974/1975:
  - Skład gwiazd
- SM-liiga 1977/1978:
  - Pierwsze miejsce w klasyfikacji strzelców wśród obrońców w sezonie zasadniczym: 16 goli
  - Pierwsze miejsce w klasyfikacji asystentów wśród obrońców w sezonie zasadniczym: 21 asyst
  - Pierwsze miejsce w klasyfikacji kanadyjskiej wśród obrońców w sezonie zasadniczym: 37 punktów
  - Najefektywniejszy zawodnik sezonu - pierwsze miejsce w klasyfikacji +/-: +35
  - Najlepszy obrońca sezonu
  - Skład gwiazd sezonu
- SM-liiga 1978/1979:
  - Pierwsze miejsce w klasyfikacji strzelców wśród obrońców w sezonie zasadniczym: 25 goli
  - Pierwsze miejsce w klasyfikacji asystentów wśród obrońców w sezonie zasadniczym: 28 asyst
  - Pierwsze miejsce w klasyfikacji kanadyjskiej wśród obrońców w sezonie zasadniczym: 53 punkty
  - Najlepszy obrońca sezonu
  - Skład gwiazd sezonu
  - Najlepszy zawodnik sezonu
- NHL (1981/1982):
  - NHL All-Star Game
- SM-liiga 1982/1983:
  - Skład gwiazd
- SM-liiga 1985/1986:
  - Pierwsze miejsce w klasyfikacji asystentów wśród obrońców w sezonie zasadniczym: 23 asysty
  - Pierwsze miejsce w klasyfikacji kanadyjskiej wśród obrońców w sezonie zasadniczym: 36 punktów
  - Najlepszy obrońca sezonu
  - Skład gwiazd sezonu

Klubowe szkoleniowe
- Złoty medal National League B: 1994 z Rapperswil-Jona Lakers
- Awans do National League A: 1994 z Rapperswil-Jona Lakers
- Puchar Kontynentalny: 2001, 2002 z ZSC Lions

Wyróżnienia
- Galeria Sławy fińskiego hokeja na lodzie (1992/1993)

Upamiętnienie
- W 1995 jego imieniem nazwano nagrodę dla najlepszego obrońcy sezonu fińskich rozgrywek hokejowch fińskiej, którą wcześniej był trzykrotnie wyróżniany.